# Мечеть Реджепа-паши
Мечеть Реджепа-паши (перс. مسجد رجب پاشا‎, арм. Ռեջեփ Փաշայի մզկիթ) — единственная суннитская мечеть на территории Эриванской крепости.

## Описание
Согласно карте, опубликованной Борисом Меграбяном в 1911 году, точное местонахождение церкви — центр стоянки столичной воинской части. Мечеть имела форму правильного параллелепипеда и сферический купол, была украшена геометрическим орнаментом в восточном стиле.

## История

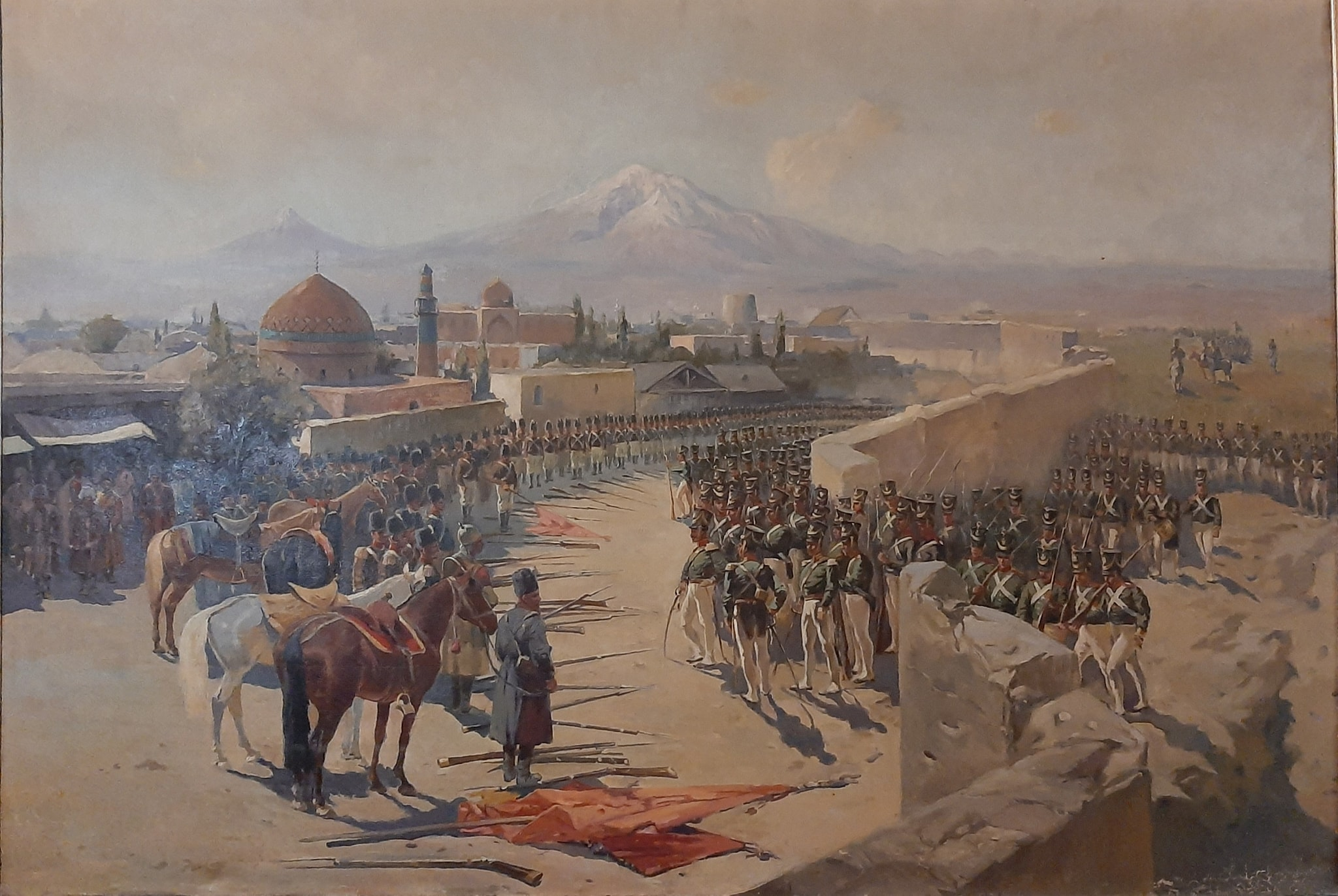
Взятие Эриванской крепости 1 октября 1827 года. Худ. Франц Рубо (1893 год)

Построена в 1725 году во время османского владычества турецким полководцем Реджеп-пашой. После восстановления персидского владычества после Битвы при Егварде в 1735 году и до 1827 года мечеть была превращен в склад. В 1827 году, после взятия российскими войсками Эриванской крепости, мечеть была перестроена и освящена как русский православный Покровский собор. Позднее его внешнее устройство было изменено, к фасаду были добавлены цилиндрические колонны, перекрыта крыша, и он был преобразован в христианский храм. На картине, посвященной взятию Эриванской крепости, нарисованной художником Францом Рубо, мечеть Реджеп-паши и её минарет находятся на переднем плане, а мечеть Сардара возле Сардарского дворца — на заднем плане.
В рамках начавшегося[чего?] в 1930-е годы в Советском Союзе это здание, ставшее православным храмом в XIX веке, было полностью разрушено.